# 斯塔洛瓦沃拉
斯塔洛瓦沃拉位于波兰喀尔巴阡山省北部桑河畔，是斯塔洛瓦沃拉县的县治。